# Ingrid Drexel
Íngrid Drexel Clouthier (Monterrey (Nuevo León), 28 juli 1993) is een Mexicaans wielrenster.
Drexel is meervoudig Mexicaans kampioene op de weg en in de tijdrit. In 2013 werd ze tevens Pan-Amerikaans kampioene tijdrijden. Ze kwam uit voor Mexico bij de wegwedstrijd tijdens de Olympische Zomerspelen 2012 in Londen, ze kwam echter buiten tijd binnen. Ze reed voorheen bij Pasta Zara-Cogeas, Forno d'Asolo-Astute, Astana Women's Team en vanaf 2017 drie jaar bij het Amerikaanse Team Tibco.

## Palmares

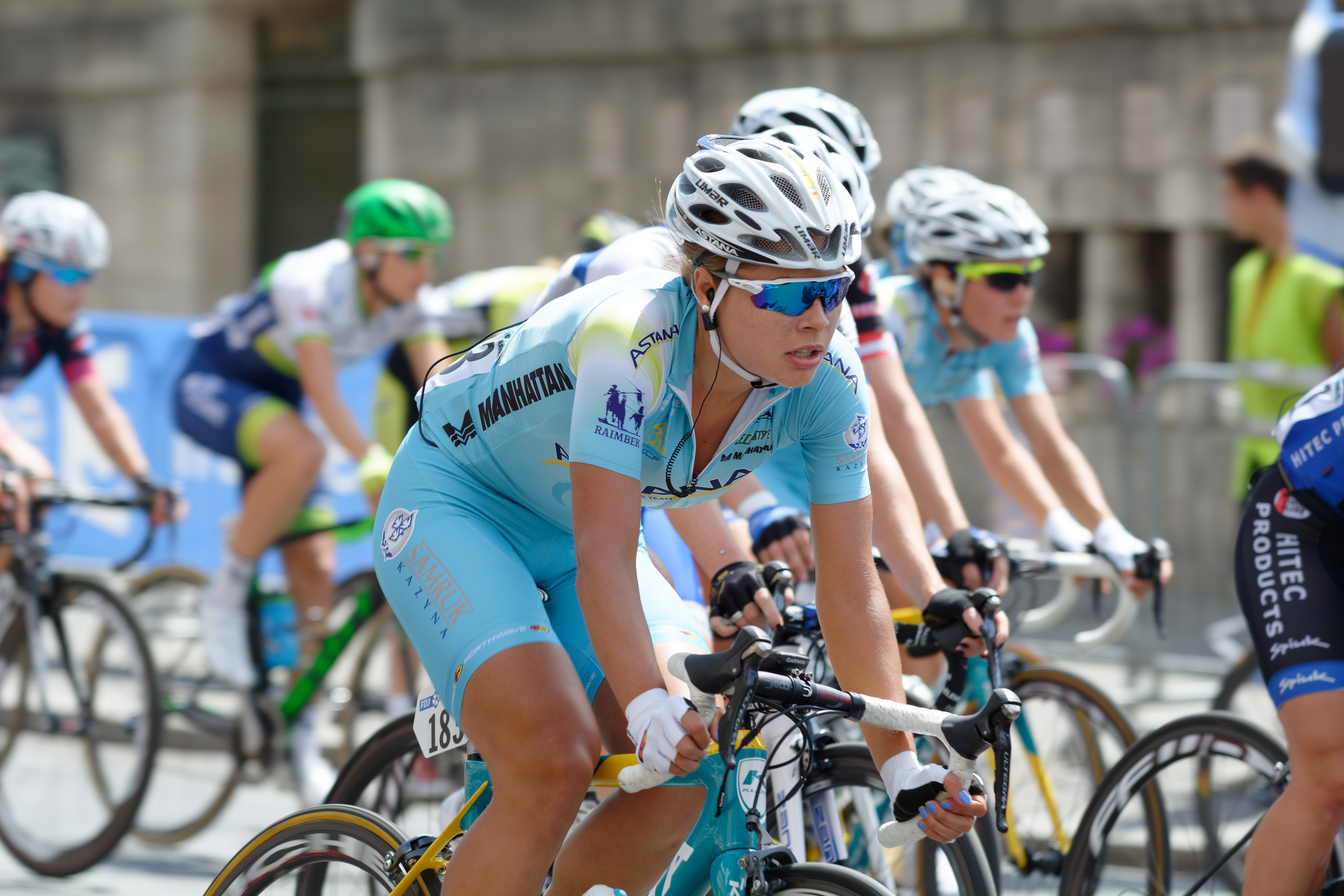
Drexel in La Course 2016 in Parijs

2012
- Mexicaans kampioene op de weg
- Mexicaans kampioene tijdrijden

2013
- Pan-Amerikaans kampioene tijdrijden
- Mexicaans kampioene op de weg
- Mexicaans kampioene tijdrijden

2014
- Mexicaans kampioenschap tijdrijden

2015
- Mexicaans kampioene tijdrijden
- Mexicaans kampioenschap op de weg

2016
- Pan-Amerikaans kampioenschap tijdrijden

2017
- Mexicaans kampioene op de weg
- Mexicaans kampioene tijdrijden